# Gazda István (tudománytörténész)
Gazda István (Budapest, 1948. december 2. –) tudománytörténész, bibliográfus, a történelemtudomány kandidátusa, a Magyar Tudománytörténeti Intézet igazgatója. Közismert ismeretterjesztő tevékenységéről is, főként rádió- és tévéműsorok révén.

## Életrajza, munkássága
Édesapja Gazda István vegyészmérnök, egyben szabadalmi ügyvivő volt, édesanyja Simontornyai Mária festőművész, művészettörténész. Felesége Szczaurski Ágnes gyógypedagógus, gyermekei: Gergely (* 1977) nyomdaipari mérnök, és Ákos (* 1978) lengyel szakos nyelvtanár. Anyai ágon nagyapja Scheiber Vilmos sebészfőorvos, anyja unokatestvére a magyar-amerikai Lax Péter Abel-díjas matematikus.
Felsőfokú tanulmányait Budapesten, az ELTE Természettudományi Karán és Bölcsészettudományi Karán végezte 1967–1973 között, az első olyan egyetemi hallgatóként, aki tudománytörténetre szakosodott, és e témakörben írta diplomamunkáját is. Témavezető tanára Vekerdi László tudománytörténész és Zemplén Jolán fizikatörténész volt.
Diplomájának megszerzése után tíz éven át a Budapesti Műszaki Egyetem Fizikai Intézetének tanársegéde, majd adjunktusa volt, ahol részben a Bevezetés a modern fizikába című tantárgyat tanította, részben pedig fizikatörténeti kutatásokkal foglalkozott az Zemplén Jolán által létrehozott akadémiai tudománytörténeti kutatócsoportban. 1974-es megalakulásától kezdve tagja volt az MTA Tudomány- és Technikatörténeti Komplex Bizottságának; ezen belül a tudománytörténet oktatásának kérdéskörével foglalkozott, Biró Gábor professzor vezetésével.
Műegyetemi időszakában, 1978-ban közreműködött Simonyi Károly A fizika kultúrtörténete című, nemzetközileg is elismert munkája első kiadásának sajtó alá rendezésében. Közreadta továbbá Dávid Lajos hagyatékából a neves szerzőnek a két Bolyairól írt monográfiáját. Zemplén Jolán halála (1974) után a professzornő kézirataiból kötetet állított össze a felvidéki fizika történetéről írt értékes kutatásaiból.
1974-től kezdődően részt vett az orvostörténeti kutatásokban is, elsősorban a Benedek István által alapított Hiúz-kör tagjaként, ahol jó másfél évtizeden át Antall Józseffel, a későbbi miniszterelnökkel, valamint Szállási Árpáddal, Vekerdi Lászlóval, Birtalan Győzővel, Lambrecht Miklóssal és másokkal együtt orvostörténeti életrajzgyűjteményt állítottak össze. A Benedek Istvánnal közös munkálkodásai eredményeként készült el A tudás útja című munka bővített változata, valamint egy válogatás Semmelweis eredeti írásaiból.
1984-től kezdődően tíz éven át az ELTE tudományos főmunkatársa volt, ahol részben tudománytörténetet tanított, részben a történelem segédtudományai című tantárgy egyik előadótanára volt.
Ebben az időszakban bővített reprintek formájában számos történeti segédtudományi munkát (kézikönyvet) adott közre a Tudománytár sorozatban, köztük Szentpétery Imre kronológiájának bővített és javított kiadását, a Magyar művelődéstörténeti lexikon kiegészített változatát, Bodor Antal helytörténeti könyvészetének a szerző hagyatékában maradt feljegyzésekkel bővített változatát, Gulyás Pál A bibliográfia kézikönyve első kötetének bővített változatát és a Baán Kálmán-féle családtörténeti könyvészet ugyancsak tetemesen kiegészített változatát. Az általa szerkesztett Tudománytár elnevezésű sorozatban összesen 26 nagy kötet és két kisebb munka látott napvilágot.
Sain Mártonnal és Marik Miklós professzorral együtt tudománytörténeti köteteket állított össze középiskolák tanárai számára, elsősorban fizikatörténetből és csillagászattörténetből, s ezek megírásáért elnyerte a Tankönyvkiadó nívódíját. Ebben az időszakban írta egyetemi doktori disszertációját is a régi magyar tudóstársaságok történeti forrásairól.
Több sikeres tv- és rádiósorozat közreműködője. A Tudóra elnevezésű, magyar tudósok munkásságát bemutató összeállításból több mint 300 órányi anyagot vetített a Magyar Televízió. Más anyagai, köztük a Makkai László akadémikussal együtt készített művelődéstörténeti sorozata a Magyar Rádióban került sugárzásra.
1994-ben az ELTE Bölcsészettudományi Karán megszüntették a tudománytörténet oktatását, s ekkor Szabó Árpád akadémikussal együtt létrehozta a Magyar Tudománytörténeti Intézetet, amelyhez a szakma jó néhány jeles képviselője kapcsolódott, s amelynek alapítása óta igazgatója. Emellett felkérték, hogy az akkor alakult Gábor Dénes Műszaki Informatikai Főiskolán szervezze meg a tudománytörténet és a művelődéstörténet oktatását és készítse el azok első főiskolai tankönyveit. Később a szlovákiai Révkomáromban létrejött Selye János Egyetemen a tudományok szakirodalmi forrásait megismertető tantárgy előadótanára volt.
A Magyar Tudománytörténeti Intézet gondozásában eddig – szerkesztésében – több mint 130 nagyobb tudománytörténeti munka jelent meg (lásd a Wikipédiában: Magyar Tudománytörténeti Szemle Könyvtára néven), ezek egy részének szövege olvasható az interneten is az Országos Széchényi Könyvtár által működtetett Magyar Elektronikus Könyvtárban. Köztük Vekerdi László akadémiatörténete, amelynek teljes szövegét megírásakor, 1975-ben nem engedték megjelentetni, s csak 1990 után jelenhetett meg Gazda István szerkesztésében.
Szabó Árpád (1913–2001) tudománytörténész-akadémikus, a Magyar Tudománytörténeti Intézet alapító elnöke egyetlen nagyobb magyar nyelvű matematikatörténeti munkája szintén az intézet összeállításában látott napvilágot.
Gazda István adta közre Batta István (1882–1926), egykori sárospataki fizikaprofesszor hagyatékából a magyar fizikai szaknyelv történetét összefoglaló munkát, és intézetének kutatói közreadták Batta Istvánnak a kémiai szaknyelv történetére vonatkozó kutatásait is, Paczolay Gyula művelődéstörténész közreműködésével.
A múltbeli neves magyar kémiatörténész, Szathmáry László kutatásainak csak egy részét ismerhettük meg a korábbi évtizedekben, az általa feldolgozott anyagok többsége ugyanis kéziratban maradt. Ezekből Gazda István eddig két nagy anyagrészt ásott elő, az egyik a szerző alkémia-történeti kutatásait egészíti ki, a másik pedig elsősorban a hazai kémiai iparok történetére vonatkozik. Mindkét kutatásában közösen munkálkodott Móra László kémiatörténésszel. Szerkesztésében jelent meg Beck Mihálynak a neves analitikai kémikusról, Than Károlyról írt munkája is, melynek függeléke tartalmazza a most első alkalommal összeállított teljes Than-bibliográfiát.
Az egyetemek számára matematikatörténeti, fizikatörténeti és csillagászattörténeti tanulmánygyűjteményt állított össze, s részt vesz az interneten hozzáférhető csillagászattörténeti bibliográfia összeállításában:
A csillagászat magyar nyelvű bibliográfiája
Bolyai-kutatásai közül kiemelkedő a Bolyai Farkas életművét összegző 750 oldalas monográfiája, amely az Akadémiai Kiadó gondozásában jelent meg, s e munkájáért elnyerte a Kiadó 2002. évi legjobb történeti munkájáért odaítélt nívódíjat. Ugyancsak az Akadémiai Kiadó adta közre a 2005-ös Einstein-évfordulóra az Einstein és a magyarok című 730 nyomtatott oldalas összeállítását, amely a magyar szerzők Einsteinre vonatkozó 1945 előtti írásait mutatja be, s a kötetben nemcsak a fizikusok, hanem a bölcselők, szépírók dolgozatai is helyet kaptak. A kötet kuriózuma Gazda Istvánnak az a kutatása, amelyben József Attila 1926-ban a relativitáselmélethez kapcsolódóan írt levelének forrásait fejti meg.
Kandidátusi disszertációjában a magyarországi szakkönyvkiadás történetét tekintette át a felvilágosodás korában, a reformkorban és a Bach-korszakban. A három kutatása külön-külön megjelent nyomtatásban is.
Kötetté formálta V. Molnár László művelődéstörténeti, kapcsolattörténeti kutatásait, köztük a cári Oroszország magyar tudósaira vonatkozó kutatásait, valamint a lengyel–magyar tudományos kapcsolatok témakörében összeállított munkáját. Két kötetet szerkesztett eddig id. Szily Kálmánról, a Műegyetem egykori rektoráról, a magyar tudománytörténeti kutatások elindítójáról. Ugyancsak két kötetben összegezte a legjelentősebbnek tekinthető hazai könyvtártudós, idősebb Szinnyei József életművét, s nem kis részben neki köszönhető, hogy végre előttünk áll a teljes Szinnyei-bibliográfia.
Nagyon sok egyéb tudománytörténeti munka összeállítása is neki köszönhető, köztük Csíky Gábor földtudomány-történeti monográfiája, Vargha Domokosnénak az egykori csillagászról, Gauss tanáráról, Zách János Ferencről írt munkája, a magyar szabadalomtörténeti monográfia, az Eötvös Loránd hagyatékából előkerült, s egykoron Eötvös által készített fényképfelvételekből összeállított különleges munka, Karasszon Dénesnek a magyar állatorvoslás kultúrtörténetéről összeállított kétkötetes monográfiája, Ács Tibornak a reformkor hadikultúrájáról írt műve, valamint Benedek Eleknek kötetben soha meg nem jelent, a magyar tudomány, kultúra és oktatásügy témakörében készített, többnyire álnéven publikált, s így alig ismert írásaiból összeállított kétkötetes munka.
Jóvoltából mintegy 30 orvostörténeti munka jelent meg az elmúlt másfél évtizedben, köztük Szállási Árpádnak a magyar írók orvosairól készített érdekes kötete, az 1848–49-es forradalom és szabadságharc egészségügyét összefoglaló kétkötetes munka, az első magyar lexikoníróról, az orvos Weszprémi Istvánról készült tanulmánykötet, a múlt magyar orvostörténészeit első alkalommal bemutató munka, Dörnyei Sándor két nagy orvostörténeti-gyógyszerészettörténeti bibliográfiája, a Daday András-hagyatékból feldolgozott kétkötetes akadémiai monográfia, az 1944-ben elhunyt, egykoron Kolozsvárott élt Pataki Jenő hagyatékából feltárt kötet az erdélyi orvoslás történetéről, Takáts László munkája a Rákóczi-szabadságharc egészségügyéről, az Esztergomban élt Feichtinger Sándor főorvos 19. századi orvosi naplójának teljes szövege, az 1770-es Magyarországra vonatkozó, latin nyelvű egészségügyi rendelet első magyar fordítása és annak kommentárja, valamint egy kötet az 1956-os forradalom és szabadságharc fővárosi egészségügyéről.
Ő szerkesztette az Orvosi Hetilap 150. évfordulójára nemrégiben kiadott kötetet, amelyet az MTA 2008-ban nívódíjjal jutalmazott, szerkesztett egy művet az Urológiai Klinika történetéről, s egy másikat a Magyar Sebész Társaság elmúlt 100 évéről. A Magyar Tudománytörténeti Intézet kiadásában, Gazda István gondozásában az elmúlt másfél évtizedben sorra jelentek meg Schultheisz Emil orvostörténész professzor nemzetközi visszhangot kiváltó művei, továbbá a professzort születésének 80. és 85. évfordulóján köszöntő emlékkötet.
Gondozásában jelentek meg a Jedlik Ányos Társaság Király Árpád szerkesztette nagy Jedlik-monográfiái, részt vett az állandó Jedlik-kiállítás és az állandó Eötvös-kiállítás összeállításában, Sipka Lászlóval együtt vezető szakértője volt az „Álmok álmodói” elnevezésű, egy éven át nyitva tartó hatalmas tudomány- és technikatörténeti kiállításnak, amelyet 800 ezren tekintettek meg, s amely komoly sikert hozott e szakmák számára. Közreműködésével állították össze 2005-ben az Országos Széchényi Könyvtár és a Magyar Tudományos Akadémia közös könyvtörténeti kiállítását, amely első nyomtatott magyar nyelvű tudományos könyveinket mutatta be a 16–19. századból, s ő rendezte az akadémiai könyvkiadás 175 évét bemutató tárlatot is.
Az Akadémia Tudomány- és Technikatörténeti Komplex bizottsága mellett részt vesz a Művelődéstörténeti Bizottság és az Orvostörténeti Szakbizottság munkájában is, emellett alelnöke a Jedlik Ányos Társaságnak és elnöke a Szily Kálmán Alapítványnak, alelnöke a Magyar Orvostörténelmi Társaságnak, valamint kuratóriumi tagja a Magyar Örökség Díjat negyedévente odaítélő bizottságnak.

## Kitüntetései
Egyetemi munkásságáért 1982-ben a Műegyetem bicentenáriumi érmét, 1985-ben pedig az ELTE-nek a 350. évfordulóra alapított érmét vehette át. Két alkalommal is elnyerte a Gábor Dénes Főiskola és az LSI Informatikai Oktatóközpont kiváló oktatói aranyérmét. Tudományos munkálkodását több díjjal is elismerték: elnyerte a MTESZ Zemplén Jolán tudománytörténeti díját, Agricola kutatásaiért pedig 1985-ben az Országos Magyar Bányászati és Kohászati Egyesület Bányászati Szakosztálya Agricola-díját kapta. 1991-ben a Széchenyi bicentenáriumi év tiszteletére alapított Széchenyi-emlékérem ezüst fokozatát nyújtották át számára. 2000-ben, a Jedlik bicentenáriumi évben – Jedlik kutatásait – a Jedlik Ányos Társaság alapított Borúra derű éremmel jutalmazták. 2002-ben a Bolyai bicentenáriumi évben – Bolyai kutatásaiért – a Bolyai Katonai Műszaki Főiskola kitüntetését vehette át. Megkapta az orvostörténészek Zsámboky érmét és legmagasabb kitüntetésüket, a Weszprémi-díjat is. Közéleti tevékenységéért nyerte el a Fehér Rózsa Díjat, több évtizedes ismeretterjesztő munkásságáért pedig a Bugát Pál Emlékérmet. Megkapta a Magyar Televízió és a Magyar Rádió nívódíját. Elnyerte a Tankönyvkiadó nívódíját, két alkalommal pedig (2005, 2008) az Akadémiai Kiadó nívódíját. 2008-ban az Orvostörténelem c. debreceni felsőoktatási segédkönyv megszerkesztéséért elnyerte a 80 éves a debreceni orvosképzés emlékérem ezüst fokozatát. Ugyancsak 2008-ban a Bolyai János Alapítvány által alapított Bolyai-díj kitüntetést ítélték oda számára. 2017-ben átnyújtották számára a Szellemi Tulajdon Nemzeti Hivatala Jedlik-díjának Honoris Causa fokozatát.

## Önálló művek, társszerzőkkel írt művei
Szaktudományi munkák
- József Attila útjain. Szerk.: Szabolcsi Miklós – Erdődy Edit. Bp., 1980. Kossuth Kiadó. (Társszerzőkkel)
- Könyvkereskedők a régi Váci utcában a pesti könyvnyomtatás első száz évében. Bp., 1988. Akadémiai Kiadó. (Levéltári kutatások alapján készült könyvkereskedelem-történeti, helytörténeti áttekintés.)  http://real-eod.mtak.hu/12486/1/AkademiaiKiado_003747.pdf
- Kaján Imre (szerk.): "Jégszakadás és Duna' kiáradása". Pest-Buda 1838. (Társszerzőkkel). Bp., 1988. Vízgazdálkodási Intézet – Budapesti Történeti Múzeum.
- Németh G. Béla (szerk.): Forradalom után – kiegyezés előtt. A magyar polgárosodás az abszolutizmus korában. (Társszerzőkkel). Bp., 1988. Gondolat Kiadó.
- Éri István (szerk.): Széchenyi István és kora. (Társszerzőkkel). Bp., 1991. Tájak, Korok, Múzeumok Egyesület – Magyar Nemzeti Múzeum.
- Az Eötvös Loránd Tudományegyetem Természettudományi Karának története, 1635–1985. Szerk.: Priszter Szaniszló. Bp., 1991. ELTE. (A fizikai tanszékek történetét írta: Gazda István)
- Comenius és Orbis pictusa. In: Orbis pictus. Bp., 1996. ERI Kiadó. (Többnyelvű utószó.) (A kötet az 1896-os kiadás felhasználásával készült.)
- A Magyar Tudományos Akadémia reformkori kiadványai: 1831–1848. Piliscsaba, 1999. Magyar Tudománytörténeti Intézet. (A tudós testület kiadványainak annotált kritikai jegyzéke, egykorú dokumentumok alapján.)
- Id. Szily Kálmán emlékezete. Tudományos munkásságának kronológiája. Bp., 2002. Akadémiai Kiadó.
- Egy halhatatlan erdélyi tudós, Bolyai Farkas. (Társszerzőkkel). Bp., 2002. Akadémiai Kiadó.
- A magyar-lengyel tudományos kapcsolatok múltjából. (Társszerzőkkel). Piliscsaba, 2003. Magyar Tudománytörténeti Intézet.
- Fejezetek a 175 éves akadémiai könyvkiadás történetéből. Bp., 2003. Akadémiai Kiadó.
- Einstein és a magyarok. (Társszerzőkkel). Bp., 2004. Akadémiai Kiadó.
- Edison in Hungary. Társszerző: Nagy Zoltán. Bp., 2005. OSzK. (Edison 1911-es budapesti látogatásának egykorú dokumentumai)
- Pannóniai Féniksz, avagy Hamvából fel-támadott magyar nyelv. Első nyomtatott tudományos könyveink, 16-19. század. Összeáll.: Stemler Ágnes–Gazda István. Bp., 2005. MTA–OSzK.
- Szinnyei József (1830–1913) könyvtártudós akadémikus életműve. Társszerzők: A. Szála Erzsébet, Perjámosi Sándor. Sopron – Piliscsaba – Bp. – Révkomárom. 2006. Kiad.: Nyugat-Magyarországi Egyetem – MATI – OSZK – Magyar Kultúra és Duna Mente Múzeuma. (Szinnyei teljességre törekvő életmű-bibliográfiája)
- A magyar kémiai szaknyelv történetéből. (Társszerzőkkel). Piliscsaba, 2006. Magyar Tudománytörténeti Intézet.
- Ditor ut ditem. Tanulmányok Schultheisz Emil 85. születésnapjára. (Társszerzőkkel). Budapest, 2008. MATI – SOMKL – MTA – SOTE.
- Ernyey József életműve. Gyógyszerészettörténet – művelődéstörténet. (Társszerzőkkel). Piliscsaba – Bp., 2008. MATI – Ernyey József Gyógyszerészettörténeti Könyvtár – Magyar Gyógyszerésztörténeti Társaság – Johan Béla Alapítvány.
- Id. Szily Kálmán, a tudománytörténész. Társszerző. A. Szála Erzsébet. Piliscsaba – Bp., 2008. MATI – Szily Alapítvány.
- Az ismeretlen Benedek Elek. I-III.. Perjámosi Sándorral. Piliscsaba – Sopron, 2007–2009. MATI – Nyugat-Magyarországi Egyetem.
- Bevezetés a reáltudományok történetének magyarországi könyvészetébe. Budapest, 2009. Hatágú Síp Alapítvány
- A százhetvenöt éves Tudományos Ismeretterjesztő Társulat, 1841-2016. Az elnökök munkásságának tükrében; összeáll. Gazda István; TIT, Bp., 2016

Oktatási segédkönyvek
- Fizikatörténeti ABC. Társszerző: Sain Márton. Bp., Tankönyvkiadó. 1978, 1980, 1989.
- Csillagászattörténeti ABC. Társszerző: Marik Miklós. Bp., Tankönyvkiadó. 1982, 1986. (Nívódíjas kiadvány.)
- Széchenyi napjai. Történelmi-művelődéstörténeti kronológia. Bp., 1991. Tájak, Korok, Múzeumok Egyesület. (A Széchenyi-bicentenáriumra készült kézikönyv.)
- Reáltudományaink történetéből. Bp. – Piliscsaba. 1996. Magyar Tudománytörténeti Intézet. (Felsőoktatási segédkönyv)
- Magyar tudománytörténet. Bp. – Piliscsaba. 1997. Magyar Tudománytörténeti Intézet. (Átdolg. kiad.: 2008). (Felsőoktatási segédkönyv)
- Magyar kultúratörténet. Piliscsaba, 2000. Magyar Tudománytörténeti Intézet. (Felsőoktatási segédkönyv)
- Tudás és tudomány a millenniumi Magyarországon. Bp., 2002. Mundus. (Oktatási segédkönyv, bibliográfiai függelékkel)
- Magyar tudománytörténet; átdolg., bőv. kiad.; Magyar Tudománytörténeti Intézet, Piliscsaba, 2008 (Magyar tudománytörténeti szemle könyvtára)

Ismeretterjesztő kötetek
- Mi lett volna, ha…? Társszerzők: Makkai László, Niederhauser Emil et al. Szerk.: Erdei Grünwald Mihály. Bp., 1983. RTV-Minerva.
- Mit hagytak ránk a századok? (Társszerzőkkel). Bp., 1985. Népszava. (Szerk.: Erdei Grünwald Mihály.)
- A gondolkodás évszázadai. A televízió természettudomány- és technikatörténeti sorozata. (Társszerzőkkel). Szerk.: Lovas György. Bp., 1986. RTV-Minerva. (Gólyavári esték)
- Kuriózumok a magyar művelődés történetéből: Tudósnaptár. Bp., 1990. Kossuth. (365 fejezet művelődés- és tudománytörténetünkből.)
- Éri István (szerk.): Boldog békeidők. A TV Magiszter előadássorozata. (Társszerzőkkel.) Bp., 1994. Tájak, Korok, Múzeumok Egyesület.
- Kis magyar tudománytörténet. Piliscsaba, 1998. Magyar Tudománytörténeti Intézet.
- A fasori csoda. Rátz László – Mikola Sándor – Wigner Jenő – Neumann János. Társszerző: Dobos Krisztina, Kovács László. Bp., 2002. OPKM.

## Kötetekben, periodikákban, interneten megjelent (rejtett) bibliográfiai összeállításai
Fizikatörténet
- A klasszikus fizika magyarországi irodalma. In: J. D. Bernal: A fizika fejlődése Einsteinig. Bp., 1977. Kossuth – Gondolat.
- A magyar nyelvű Einstein-irodalom. Válogatott bibliográfia. In: Abonyi Iván – Staar Gyula (szerk.): Albert Einstein emlékére 1879–1979. Bp., 1979–1980. TIT Budapesti Szervezete. 169-180. old. (A további források megtalálhatók a szerző önálló kötetében. Lásd: Gazda István (összeáll.): Einstein és a magyarok. Bp., 2004. Akadémiai. 734 old.)
- A magyar nyelvű fizikatörténeti irodalomból. In: Gazda István – Sain Márton: Fizikatörténeti ABC. 3. bőv. kiad. Bp., 1989. Tankönyvkiadó. 311-316.
- A magyar Newton-irodalom. = Természet Világa
- Jedlik Ányos publikációi. In: Király Árpád (főszerk.): Jedlik Ányos emlékezete születésének 200. évfordulóján. Bp., 2000. JÁT. 197-200. old. (Megjelent az önálló Jedlik bibliográfiai kötetben is.)
- id. Szily Kálmán publikációinak bibliográfiája. Közrem.: Balogh Flóra és Perjámosi Sándor. In: Szily Kálmán emlékezete. Bp., 2002. Akadémiai. 18-19, 77–88, 120–123, 175–197, 200-205. old. (Fizikatörténet, nyelvtörténet, intézménytörténet)
- id. Szily Kálmán könyvtára. In: A. Szála Erzsébet (szerk.): id. Szily Kálmán, a tudománytörténész. Bp., 2008. Szily Kálmán Alapítvány – MATI. 213-229. old. {Első kísérlet a neves fizikus, nyelvész és tudománytörténész, id. Szily Kálmán (1838–1924) egykori magánkönyvtára jegyzékének összeállítására}.
- Ajánlott irodalom a magyar tudománytörténet 1945 előtti időszaka tanulmányozásához. In: Gazda István: Magyar tudománytörténet. Átd. és bőv. kiad. Piliscsaba, 2008. MATI. 133-152. old. (Fizikatörténet, csillagászattörténet, matematikatörténet, kémiatörténet stb.)
- A fizika egyetemes történetének magyar nyelvű irodalma. (Bp., 2013) (http://www.kaleidoscopehistory.hu)

Csillagászattörténet
- A magyar nyelvű csillagászattörténeti irodalom. Válogatás az 1800 és 1980 között megjelent könyvekből és szakcikkekből. In: Gazda István – Marik Miklós: Csillagászattörténeti ABC. Bp., 1982. Tankönyvkiadó. 136-150. (2. kiad.: 1986).
- Válogatás a magyar csillagászattörténet magyar nyelvű irodalmából. Társszerzők: Sragner Márta, Keszthelyi Sándor. In: A csillagászat magyarországi történetéből. Piliscsaba, 2002. MATI. 243-269. old.

Matematikatörténet
- A magyar nyelvű Bolyai János irodalom. Válogatott bibliográfia. In: Bolyai Jánosra emlékezünk! Születésének 175. évfordulóján. Bp., 1978. TIT Budapesti Szervezete. 61-64. old.
- 25 év magyar Bolyai irodalma. In: Dávid Lajos: A két Bolyai élete és munkássága. Bp., 1979. Gondolat.
- Bolyai Farkas életében megjelent szépirodalmi és tudományos könyvei, dolgozatai, emlékbeszédei és más nyomtatott anyagai. (Annotált bibliográfia). In: Gazda István (összeáll.): Egy halhatatlan erdélyi tudós, Bolyai Farkas. Bp., 2002. Akadémiai Kiadó. 159-172. old.
- Kiss Elemér – Oláh-Gál Róbert: Újabb fejezetek Bolyai János életművéből. A bibliográfiai függeléket összeáll.: Gazda István. Bp., – Veszprém, 2011. MATI – JÁT – Pannon Egyetem..
- A matematika egyetemes történetének magyar nyelvű irodalma. (2013) (www.kaleidoscopehistory.hu)
- Réthy Mór életmű-bibliográfiája. In. Oláh-Gál Róbert: Réthy Mór (1846-1925) akadémikus élete és munkássága. Bp., 2013. MATI. 207-213. old.

Kémiatörténet, földtudomány-történet
- Szathmáry László könyvtára. In: Szathmáry László: Régi magyar vegytudorok. Pilscsaba – Sopron – Várpalota, 2003. MATI – NYME – Magyar Vegyészeti Múzeum. 327-343. {Első kísérlet a neves kémiatörténész, Szathmáry László (1880–1944) egykori magánkönyvtára jegyzékének összeállítására}.
- A magyar nyelvű kémiai irodalom kialakulása. Könyvészeti összefoglaló. 1631–1858. + Szótárak, lexikonok, nyelvtörténeti gyűjtések. In: Paczolay Gyula: A magyar kémiai szaknyelv történetéből. Piliscsaba, 2006. MATI. 43-87. old.
- Néhány gyógyvíz-elemzéssel, analitikai kémiával foglalkozó összefoglaló jellegű önálló, történeti értékű munka az elmúlt két évszázadból, különös tekintettel Erdély gyógyvizeire. Társszerző: Paczolay Gyula. In: Paczolay Gyula: Magyarország és Erdély gyógyvíztörténelméből. Piliscsaba, 2007. MATI. 177-187. old.
- Than Károly bibliográfia. Beck Mihály gyűjtését kiegészítette Gazda István és Perjámosi Sándor. In: Beck Mihály: Than Károly élete és munkássága. Piliscsaba, 2008. MATI. 185-201. old.
- A magyar nyelvű kémiai irodalom korai korszakai (Bp., 2011) (www. kaleidoscopehistory.hu)

Orvostörténet, gyógyszerészettörténet
- Orvostörténeti tanulmányok, források a magyar irodalom klasszikusairól. + Tanulmányok, források az ismertebb magyar orvosírókról. In: Szállási Árpád: * Magyar írók orvosai és a magyar orvosírók. Piliscsaba, 1998. MATI. 188-236. old.
- Semmelweis életében megjelent írásai. In: Semmelweis Ignác emlékezete. Bp., 2001. Semmelweis Egyetem – MATI. 61-64. old.
- Orvostörténeti és gyógyszerészettörténeti irodalmunk két évtizede (1981–2000). In: A múlt magyar orvostörténészei. Piliscsaba – Bp., 2002. MATI – SOMKL. 213-266. old.
- Ernyey József (1869–1945) szakirodalmi munkásságának bibliográfiája. Társszerző: Perjámosi Sándor. In: V. Molnár László: Ernyey József életműve. Bp., 2008. MATI – SOMKL – MGYT. 65-91. old.
- Schultheisz Emil hazai és külföldi publikációinak bibliográfiája. Társszerző: Forrai Judit. In: Ditor ut ditem. 2. bőv. kiad. Bp., 2008. MOT, SOMKL, Semmelweis Egyetem, MATI. 22-41. old.
- A magyar közegészégügy történetének tanulmányozáshoz szükséges 1945 előtti szakirodalmi források In: Kapronczay Károly: Fejezetek a közegészségügy történetéből. Bp., 2009. MATI, SOMKL, Semmelweis Egyetem.
- Antall József orvostörténeti és gyógyszerészettörténeti írásainak bibliográfiája. (Bp., 2012) (www.kaleidoscopehistory.hu)

Állatorvoslás, állattan története
- Petényi Salamon János dolgozatai. In: Petényi Salamon János emlékezete születésének 200. évfordulóján. Budapest – Piliscsaba, 2000. Magyar Természettudományi Múzeum – MATI. 11-16. old. {Petényi Salamon János (1799–1855) zoológus, madártani kutató életében és a halála után megjelent írásai}.
- Magyary-Kossa Gyula, Győry Tibor, Daday András, Zimmermann Ágoston, Kotlán Sándor főbb állatorvostudomány-történeti publikációi. Társszerző: Perjámosi Sándor. In: Karasszon Dénes: A magyar állatorvoslás kultúrtörténete. 1. köt. Piliscsaba, 2005. MATI. 187-189, 191–192, 194–196, 202–203, 215. old.

Művelődéstörténet, kapcsolattörténet
- A Honismeret 1-15. évfolyama (1972–1987) összesített repertóriuma. Társszerző: Pallos Éva. Bp., 1988. Honismereti Szövetség. 9-83. old.
- Ajánlott irodalom a magyar művelődéstörténet tanulmányozásához. In: Fejezetek a magyar művelődéstörténet forrásaiból. Vál.: Gazda István. Bp., 1996. Tárogató. 463 old. (Bibliográfiák a fejezetek végén)
- A millenniumi kiállításhoz (1896) kötődő fontosabb események könyvészeti adatai. + A millennium tiszteletére megjelent fontosabb tudományos művek (1894–1900). – Helytörténet, társadalomtörténet, művelődéstörténet, a magyar nemzet története, egyháztörténet. + A millecentenárium tiszteletére 1995–1997-ben megjelent nagyobb munkák. In: Tudás és tudomány a millenniumi Magyarországon. Bp., 2002. Mundus. 59-65., 197–202, 203-211. old.
- Magyar kultúratörténet. Szakirodalmi források. (Nyelvtörténet, irodalomtörténet, nyomdászattörténet, egyháztörténet, filozófiatörténet, történelem segédtudományai, földrajz, pedagógiatörténet, művészettörténet, néprajz, zenetörténet, színháztörténet, gazdaságtörténet, agrártörténet, technikatörténet, egészségügy-történet, életmód-történet). In: Gazda István: Magyar kultúratörténet. Piliscsaba, 2003. 7-61. old. (Felsőoktatási segédkönyv)
- Az elmúlt negyedszázad magyar vonatkozású kapcsolattörténeti irodalma. Az 1978–2003 között megjelent önálló művek válogatott bibliográfiája. A V. Molnár László által vezetett kutatásban közrem.: Gazda István és Bodorné Sipos Ágnes. In: V. Molnár László: Életutak találkozása 1703–1848. Piliscsaba, 2004. MATI. 121-236. old. (Az egyháztörténet, történettudomány, emigráció, irodalomtörténet, hungarológia, nyelvészet, szlavisztika, peregrináció, nyomdászat, könyvtártudomány, közgazdaság, környezetvédelem, művelődéstörténet, néprajz, földrajz, keletkutatás stb. kapcsolattörténeti irodalmából.)
- Tardy Lajos bibliográfia. In: Tardy János (szerk.): Tardy Lajos orvostörténeti vizsgálódásai. Bp., 2009. MATI, SOMKL. 225-258. old.
- A magyar tudománytörténet-írás 19. századi forrásai. (Bp., 2010) (www.kaleidoscopehistory.hu)
- Szabó Árpád életmű-bibliográfiája. In: Emlékkötet Szabó Árpád születésének 100. évfordulójára. Bp., 2013. MATI. 273-332. old.

Könyvtártudomány, könyvkiadás-történet
- A magyar bibliográfiák bibliográfiája 1941–1944. In: Gulyás Pál: A bibliográfia kézikönyve. 2. bőv. kiad. Bp., 1984. Könyvért. 403-454. old.
- id. Szinnyei József szakirodalmi munkássága. (Főbb publikációinak jegyzéke.) In: id. Szinnyei József emlékezete. Piliscsaba, 2002. MATI. 269-298. (Készült a Nemzeti Könyvtár alapítása 200. évfordulójának tiszteletére.)
- A Magyar Tudós Társaság reformkori kiadványainak bibliográfiája. + Az akadémiai könyvkiadás reformkori történetéhez kötődő nyomtatott források bibliográfiája. In: A Magyar Tudományos Akadémia reformkori kiadványai 1831–1848. Piliscsaba, 1999. MATI. 51-108., 137-161. old. (Az ehhez kapcsolódó könyvkereskedelem-történeti bibliográfiai adatokat lásd a szerző Könyvkereskedők a régi Váci utcában c. kötetében)
- id. Szinnyei József könyvtártudós akadémikus szakirodalmi munkássága. + id. Szinnyei Józsefről készült egykori írások bibliográfiája. Társszerzők: Perjámosi Sándor, A. Szála Erzsébet. In: id. Szinnyei József (1830–1913) könyvtártudós akadémikus életműve. Sopron, Budapest, Piliscsaba, Révkomárom, 2006. NyME, OSZK, MATI, MKM. 31-213. old.
- Bevezetés a reáltudományok történetének magyarországi könyvészetébe. Budapest, 2009. Hatágú Síp Alapítvány. 252 old.

A történelem segédtudományai
- Magyarország helytörténeti könyvészete 1941–1944. + A vármegyetörténeti sorozatokról. In: Bodor Antal – Gazda István: Magyarország honismereti irodalma 1527–1944. Bp., 1984. Könyvért. 425-483. hasáb
- A magyarországi magyar vonatkozású családtörténeti és családi címertani irodalom 1933–1944. In: Magyar családtörténeti és címertani irodalom 1561–1944. Bp., 1984. Könyvért. 169-187. old.
- A kronológia magyar nyelvű irodalmából. In: Szentpétery Imre: A kronológia kézikönyve. Bp., 1985. Könyvért. 13-14. old.
- A magyarországi egyháztörténet irodalmának három évtizede. 1915–1944. Az összefoglaló művek válogatott bibliográfiája. In: Karácsonyi János: Magyarország egyháztörténete főbb vonásaiban 970-től 1900-ig. Bp., 1985. Könyvért. 409-416. old.

Pedagógiatörténet
- A magyar neveléstörténeti irodalom. 1915–1944. In: A magyar neveléstörténeti irodalom 1800–1944. Írta: Márkus Gábor, Mészáros István et al. Bp., 1985. Könyvért. 109-138. old.
- Kiegészítések Baranyai-Keleti: "A magyar nevelésügyi folyóiratok bibliográfiája 1841–1936" című művéhez. Társszerző: Csabay Károly. In: A magyar nevelésügyi folyóiratok bibliográfiája 1841–1958. Bp., 1987. OPKM. IX-XIII. old.
- Irodalom a kolozsvári tudományegyetem története tanulmányozásához. In: Százhuszonöt éve nyílt meg a kolozsvári tudományegyetem. 2. köt. Piliscsaba, 1997. MATI. 441-447. old.
- Apáczai-bibliográfia 1958–2002. V. Molnár László gyűjtését kiegészítette: Gazda István. Közrem.: Perjámosi Sándor. Bp., 2003. Akadémiai. 611-700. old.

## Lexikonok írásában, szerkesztésében való részvétele
- Ki kicsoda (részvétel több kötet összeállításában)
- Világtörténet évszámokban. I-III. Főszerk.: Ormos Mária. Bp., 1982. Gondolat (természettudományi adatsorok)
- Természettudományi lexikon VII.: Kiegészítő kötet (A–Z). Főszerk. Erdey-Grúz Tibor. Budapest: Akadémiai. 1976. (magyar tudósokra vonatkozó szócikkek)
- Tények könyve '88 (tudomány- és technikatörténeti kronológia összeállítása)
- Magyar életrajzi lexikon. IV. kötete. Főszerk.: Kenyeres Ágnes. Bp., 1994. Akadémiai (társszerkesztőkkel)
- Britannica Hungarica (a 2-19. köt. magyar tudománytörténeti szócikkeinek megírása)
- Budapest lexikon I–II. Főszerk. Berza László. 2., bőv. kiad. Budapest: Akadémiai. 1993.  ISBN 963-05-6409-2  (a 18-19. századi könyvkereskedelemre vonatkozó szócikkek)
- Magyar tudóslexikon A-tól Zs-ig. Főszerk. Nagy Ferenc. Budapest: Better; MTESZ; OMIKK. 1997. ISBN 963-85433-5-3 (lektorálás, írás, szerkesztés)
- Magyar nagylexikon kronológiai kötetei
- Officina egyetemes lexikon. Főszerk. Markó László. Budapest: Officina Nova. 1994. ISBN 963-8185-87-2 (tudománytörténeti szócikkek összeállítása és megírása)
- Pannon enciklopédia (részvétel a sorozat A magyarság kézikönyve és Magyar ipar- és technikatörténet c. köteteinek megírásában)

## Kiállításokban való részvétele
Az általa összeállított tudománytörténeti kiállítások
- 1985: Magyarország bemutatkozik a Frankfurti Nemzetközi Könyvvásáron (a magyar pavilon tudomány- és technikatörténeti tárlatának az összeállítása) – a kiállítást a Nemzeti Kulturális Örökség Minisztériuma szervezte, rendező: Kovács József
- 2002: Álmok álmodói – világraszóló magyarok (a Millenáris Park első kiállítása tudománytörténeti anyagának összeállítása), vezető társ-szakértő: Sipka László
- 2003: 175 éves az akadémiai könyvkiadás (az Akadémiai Kiadó kiállítása az Országos Széchényi Könyvtárban), a rendezésben közreműködött: Vargha Ildikó, Perjámosi Sándor, Bodorné Sipos Ágnes
- 2005: Pannóniai Féniksz. Első nyomtatott tudományos könyveink. (16-19. század). (Az OSZK, az MTA és a Magyar Tudománytörténeti Intézet közös kiállítása az Országos Széchényi Könyvtárban. Társ-kurátor: Stemler Ágnes.)
- 2009: 150 éve született Benedek Elek. Kiállítás az OSzK-ban. Vezető kurátor: Perjámosi Sándor. Közrem.: Sipos Ágnes, Gazda István et al.

Az általa írt nemzetközi kiállítási kiadványok
- 1980 Magyarország bemutatkozik Hamburgban (a kiállítást a Hungexpo rendezte)
- Ilustres científicos descubridores e inventores Húngaros. Bp., 1992. Hungexpo (megjelent a sevillai világkiállítás tiszteletére)
- 1999 Did you know? Interesting facts about famous Hungarian scientists and inventors, old books and maps. A sajtó alá rendezésben közreműködött: Prof. Nagy Elemér. Bp., Corvina. 1999 (Ebben az évben a frankfurti könyvvásár kiemelt vendége Magyarország volt, erre az alkalomra jelent meg a kiadvány.)
- 2000 Hungary is the meeting point. + Treffpunkt Ungarn. Társszerző: Estók János . Bp., EXPO 2000. Budapest, 2000. (A hannoveri világkiállítás tiszteletére)

## Szerkesztőbizottsági tagságai
- Magyar Nemzet (a tudományos rovat munkatársa 1973–1981, szerkesztője 1982-85 között)
- Honismeret (másfél évtizeden keresztül volt tagja a szerkesztőbizottságnak); részt vett a periodika repertóriumának elkészítésében
- Évfordulóink a műszaki és természettudományokban. Évkönyv (alapításától, 1982-től 2001-ig a szerkesztőbizottság tagja; az első évkönyv az 1983-as év anyagát foglalta össze)
- Technikatörténet – Tudománytörténet (a MTESZ periodikája, több éven át volt annak főszerkesztője)
- Tudomány. A Scientific American magyar kiadása (a magyar kiadás egyik alapítója 1985-ben és éveken át az 50 és 100 éve c. rovat összeállítója)
- Magyarok a természettudomány és a technika történetében. A kiadványsorozat szerk. biz. tagja (1986, 1989, 1992)
- Polgári Szemle (három éven át volt tagja a szerkesztőbizottságnak)
- Orvostörténeti Közlemények (a szerkesztőbizottság tagja)
- Nemzeti Évfordulóink (2004 óta a szerkesztőbizottság tagja)
- Természet Világa éves diákpályázata. A Természettudományi múltunk feltárása kategória zsűrielnöke

### Tanulmányok
- József Attila és a relativitáselmélet. Ponticulus Hungaricus, 2000. 6. sz. Archiválva 2009. január 31-i dátummal a Wayback Machine-ben
- Az utópista Bolyai Farkas. Ponticulus Hungaricus, 2007. 3. sz. Archiválva 2008. december 28-i dátummal a Wayback Machine-ben
- Lax Péter és a család. Természet Világa, 2005. 6. sz. Archiválva 2008. június 17-i dátummal a Wayback Machine-ben

### Interneten
- A Magyar Tudománytörténeti Intézet honlapja Archiválva 2009. október 14-i dátummal a Wayback Machine-ben
- Írásai, szerkesztései az MTA Könyvtárának repozitóriumában[halott link]
- A Magyar Orvostörténelmi Társaság honlapja
- Magyar Örökség Díj bírálóbizottság
- A Jedlik Ányos Társaság honlapja
- Kaleidoscope. Művelődés- Tudomány- és Orvostörténeti Folyóirat
- Orvostörténeti olvasmánytár[halott link]
- A magyar villamosságtan-elektrotechnika 1945 előtti történetének adatbázisa